# Josef Starzengruber
Josef Starzengruber (* 31. Jänner 1806 in Gallspach; † 7. Jänner 1877 in Andorf) war Mediziner und gilt als eigentlicher Begründer des Kurortes Bad Hall.

## Seine Jugend
Starzengruber wurde als Sohn des Gastwirtsehepaares Matthias und Anna Maria Starzengruber in Gallspach geboren. Nach dem frühen Tod seiner Mutter (1806) wurde er mit neun Jahren Vollwaise. Nach dem Besuch der Volksschule kam er zu einem verwandten Schmied in die Lehre und konnte ab 1822 das Gymnasium in Linz besuchen.

## Studium
Nach Absolvierung der Mittelschule findet man Starzengruber ab 1829 als Medizinstudent an der Universität Wien. Während seiner Studienzeit war er in Oberitalien bei der Armee Radetzkys in der Cholerabekämpfung eingesetzt. 1836 promovierte er mit dem Thema Syllabus quarundam plantarum medicatarum („Verzeichnis gewisser Heilpflanzen“). Noch im selben Jahr ließ er sich in (Bad) Hall als Arzt nieder, wo er im Haus Nr. 126 (heute Steyrerstraße 5) wohnte.

## Badearzt in Hall
In Hall hatte er schon als Student den bescheidenen und ziemlich unkontrollierten Badebetrieb kennengelernt. 1837 erwirkte er bei der Landesregierung die erste Badeordnung und war als erster Badearzt stets bestrebt, den Kurbetrieb zu fördern. Dazu zählten die Verbesserung der Unterkunftsmöglichkeiten, die Anlage von Spazierwegen sowie die Aufstellung von Ruhebänken. Aber auch der Ausbau des verschlammten Iodquellenschachtes ging auf seine Initiative zurück. Durch die finanzielle Unterstützung einer Wiener Geschäftsfrau, deren Stieftochter in Hall Heilung gefunden hatte, errichtete er 1841 über der Tassiloquelle ein tempelartiges Brunnenhaus. Ab 1842 erschienen gedruckte Badelisten und 1845 regte er den Neuausbau des Quellschachtes an. 
1843 veröffentlichte er sein viel beachtetes Werk Die Jod-, Brom- und Lithionhaltige Salzquelle zu Hall nächst Steyr in Oesterreich ob der Enns. Trotz kleinlicher Neidereien und Widerstände ließ sich der Erfolg seiner Maßnahmen nicht aufhalten und der Ruf von Halls Heilquelle drang in alle Kronländer der Monarchie. In seinem Haus beherbergte Starzengruber in einigen Zimmern regelmäßig vornehme Gäste. Immer wieder nahm er aber auch mittellose Kranke bei sich auf und stellte auch an ihnen die Wirksamkeit der Heilquelle unter Beweis. 
Erst das Revolutionsjahr 1848 brachte für die Ausbaupläne Halls einen schweren Rückschlag und ließ alle Bemühungen umsonst erscheinen. Vor allem die Errichtung eines zentralen Badehauses schien in weite Ferne gerückt. 
Frustriert verließ er 1850 Hall – zu früh, wie sich später herausstellen sollte. Denn wenige Jahre danach übernahmen die oberösterreichischen Landstände die Heilquelle und ließen das von Starzengruber angeregte Badehaus errichten, sodass es 1855 zur Gründung des Iodbades Hall kommen konnte.

## Weitere Tätigkeit
In Taufkirchen an der Pram und Andorf nahe Schärding fand er ab 1851 als praktischer Arzt und Frauenarzt ein neues Betätigungsfeld, blieb mit seiner früheren Wirkungsstätte aber weiterhin verbunden und verfasste in deutschsprachigen Zeitungen Artikel über die Heilwirkung der Quellen von Bad Hall. An seiner neuen Wirkungsstätte betätigte er sich auch politisch, nachdem er bereits 1848 eine Entsendung in den Kremsierer Reichstag abgelehnt hatte. 
Von 1864 bis 1867 fungierte er als Mitglied des Gemeindevorstandes von Andorf und erwarb sich gemeinsam mit Pfarrer Andreas Studener große Verdienste für die nachträgliche Errichtung einer Bahnstation in Andorf im Jahre 1868, deren Bau man bei der Bahneröffnung 1861 noch kurzsichtig abgelehnt hatte. 
1872 trat Starzengruber in den Ruhestand. Er starb am 7. Jänner 1877 in Andorf an einem Herzleiden.
Die Schauspielerin und Schriftstellerin Johanna Starzengruber war seine Tochter, der Journalist Theodor Starzengruber (1839–1899) sein Sohn.